# Primeiro Consistório Ordinário Público de 1836

## Cardeais Eleitores
| Nº                 | País               | Nome                                          | Idade              | Cargo                 | Título ou Diaconia                             |
| Cardeais eleitores | Cardeais eleitores | Cardeais eleitores                            | Cardeais eleitores | Cardeais eleitores    | Cardeais eleitores                             |
| ------------------ | ------------------ | --------------------------------------------- | ------------------ | --------------------- | ---------------------------------------------- |
| 1                  | França             | Jean-Louis Anne Madelain Lefebvre de Cheverus | 68                 | Arcebispo de Bordeaux | Cardeal-presbítero                             |
| 2                  | Itália             | Gabriele della Genga Sermattei                | 34                 | Arcebispo de Ferrara  | Cardeal-presbítero de São Jerônimo dos Croatas |